# Disturbed
Disturbed es una banda de heavy metal formada en Chicago, Illinois, por David Draiman (voz), Dan Donegan (guitarra), John Moyer (bajo) y Mike Wengren (batería). Sus exintegrantes son el cantante Erich Awalt y el bajista Steve Kmak.
Fundada en 1994 bajo el nombre de Brawl, y solo hasta 1996 cuando David Draiman fue contratado como nuevo vocalista cambió su nombre a Disturbed. Comenzaron como una banda de nu metal pero después mostraron fuertes influencias del heavy metal incorporando solos y riffs de guitarra más técnicos.
Hasta abril de 2017, han vendido 16 millones de álbumes en todo el mundo, convirtiéndose en uno de los más grandes taquilleros en los últimos años. La banda ha lanzado seis álbumes de estudio, cinco de los cuales han consecutivamente debutado en el número uno en la lista Billboard 200. Disturbed ha ganado varios reconocimientos, teniendo 1 disco de plata, 19 discos de platino, 2 sencillos de oro y un sencillo platino.
La banda entró en receso desde octubre de 2011, durante el cual los miembros de la banda se centraron en varios proyectos paralelos, retornando en junio del año 2015, con el lanzamiento de su primer álbum en cinco años, Immortalized, el 21 de agosto.

## Historia
La agrupación norteamericana se formó cuando David Draiman respondió a un anuncio de búsqueda de un cantante hecho por los miembros de grupo, quienes lo aceptaron.
Draiman, quien en poco tiempo se transformaría en el líder del grupo, había crecido en una familia extremadamente religiosa contra la cual se rebeló en su adolescencia, lo que explica que haya sido expulsado de cinco escuelas en su juventud, y por ende el contenido de las letras de las canciones que reniegan la benevolencia de un ser superior.

### Primeros años como Brawl (1994-1996)
Antes de que el vocalista David Draiman se uniera a Disturbed, eran conocidos como Brawl. Su alineación de pelea consistía en el vocalista Erich Awalt, el guitarrista Dan Donegan, el baterista Mike Wengren, y el bajista Steve "Fuzz" Kmak. Antes de cambiar su nombre a "Brawl", sin embargo, Donegan menciona en el DVD "Decenio de Disturbed" que el nombre originalmente iba a ser "Crawl", pero lo cambió a "Brawl", debido a que el nombre ya estaba siendo utilizado por otra banda. Awalt dejó la banda poco después de la grabación de un demo, y los otros tres miembros dieron aviso de su necesidad de un nuevo cantante. Pusieron un anuncio en la publicación de música local en Chicago, Illinois, llamado el "Artista de Illinois". Draiman respondió al anuncio después de ir a veinte audiciones otras bandas de ese mes. El guitarrista Dan Donegan comentó Draiman: "Usted sabe, de todos los cantantes con los que habíamos hablado o una probado, [Draiman] fue el único cantante que estaba listo para empezar. Y eso me impresionó, debíamos intentarlo".
Con respecto a Draiman como nuevo cantante de la banda, Donegan dijo: "Después de un minuto o dos, comenzó a golpear esas melodías que eran enormes... Estoy tocando mi guitarra con una sonrisa de oreja a oreja, tratando que no se note que me gusta este chico, ya sabes, porque yo no quiero, ya sabes... [dijimos]: 'Sí, vamos a volver a llamarte. Vamos a, ya sabes, analizar el caso. "Pero yo estaba tan emocionado. Mi columna vertebral se enfrió. Me gustaba, 'Aquí haya algo'". Como el baterista Mike Wengren comentó: "Hemos hecho clic en la derecha del palo". Draiman luego se unió a la banda en 1996 y la banda pasó a llamarse Disturbed. Cuando se le preguntó en una entrevista por qué se propone denominar a la banda Disturbed (Desequilibrado o perturbado), Draiman, dijo, "Había sido un nombre que he estado pensando en una banda desde hace años. Parece simbolizar todo lo que estábamos sintiendo en ese momento. El nivel de conformidad que las personas sienten nos inquieta y estábamos tratando de empujar el nombre para darle un sentido".

### The Sickness(1998-2000)
La banda trabajó muy duro en los primeros años, grabando dos EP, los cuales fueron enviados a distintas discografías. La banda tuvo éxito al lanzar su sencillo «Stupify» en 2000 y seguidamente el álbum The Sickness. Fue esta producción la que finalmente los lanzó al éxito. El álbum alcanzó el puesto número veintinueve en el Billboard 200 y ha vendido más de cuatro millones de copias en los Estados Unidos desde su lanzamiento. Antes de unirse a la gira por Europa de Marilyn Manson del año 2001, el bajista Steve Kmak no pudo tocar con la banda debido a una lesión (un tobillo roto) la que se había provocado por una caída desde una escalera de incendios, la que estaba situada fuera de la sala de conciertos de Disturbed en la ciudad de Chicago. tomó la salida de emergencia para salir del edificio, mientras que el ascensor estaba siendo utilizado para mover el equipo desde abajo.
Un año más tarde participaron en el Ozzy Osbourne's Ozzfest tour en 2001, iniciando luego el Music as a Weapon Tour por Estados Unidos y Europa.

### Believe(2001-2003)
En febrero de 2002, se anunció que la banda había lanzado una versión de la canción "Midlife Crisis" de Faith No More, Sin embargo, la versión no fue usado, y que más tarde haría una aparición en el álbum algunos de los momentos de la banda más personal en el estudio y durante las visitas, así como con varios videos musicales y actuaciones en directo.
El 17 de septiembre de 2002, Disturbed lanzó su segundo álbum de estudio, titulado Believe, que debutó en el número uno en el Billboard 200. El video musical del primer sencillo del álbum, titulado "Prayer", fue retenido de las estaciones de televisión, debido a las similitudes que tenía con los ataques del 11 de septiembre de 2001.
David Draiman grabó la voz de una canción titulada "Forsaken", una canción escrita y producida por Jonathan Davis de la banda Korn, lanzado en el álbum Queen of the Damned.
En 2003, la banda participa de nuevo en la gira Ozzfest y comenzó otra de sus giras, titulada Music as a Weapon II. Las bandas Chevelle, Taproot, y Unloco estuvieron de gira con ellos. Durante el recorrido, Disturbed estrenó una canción inédita, titulada "Dehumanized". Luego de haber terminado la gira Music as a Weapon II, Steve Kmak fue despedido por la banda debido a diferencias. Fue reemplazado por John Moyer.

### Ten Thousand Fists(2004-2006)
Disturbed estuvo de gira con 10 Years e Ill Niño presentando su tercer álbum, Ten Thousand Fists, publicado mundialmente el 20 de septiembre de 2005. El álbum debutó en el número 1 en EE. UU. Además de Ten Thousand Fists, el grupo publicó las canciones Hell y Monster. Electronic Arts utilizó la canción «Decadence» de este álbum para su videojuego Need for Speed: Most Wanted.
Ten Thousand Fists es el primer álbum de Disturbed en el que aparecen solos de guitarra. La banda declaró que los solos de guitarra son una parte de la música que está ausente en una gran cantidad de música moderna, y que querían traer a algunos en la espalda. Canciones como "Stricken", "Overburdened", y "Land of Confusion" son canciones en las que se aprecian solos de guitarra. "Land of Confusion" es una versión de la canción escrita por Genesis para su álbum Invisible Touch de 1986.
Entre 2005 y 2006 el grupo debió aplazar dos veces una gira europea debido a problemas con la voz de David Draiman. (Jägermeister Tour en noviembre de 2005 y Music as a Weapon III a comienzos de 2006). Esto supuso para algunos la disolución del grupo, rumor que quedó totalmente descartado con la realización de una nueva gira mundial.
En 2006, una gira por Europa estaba programado, pero se había pospuesto dos veces debido a problemas Draiman que con el reflujo ácido severo, que afectó a su voz. Más tarde ese año, Draiman fue operado de una desviación del tabique que afectó a su voz. La cual fue exitosa, y desde entonces, Draiman ha limitado su consumo de alcohol en el camino.
Su sencillo «Stricken» fue el tema central del evento de lucha libre WWE New Years Revolution 2006. Disturbed ya se había vinculado al ring en el 2002, cuando el luchador profesional Stone Cold Steve Austin hizo suya la canción «Glass Shatters» como tema de entrada. 
«Stricken» apareció también en el videojuego Guitar Hero III: Legends of Rock, lanzado durante octubre y noviembre de 2007 en todo el mundo, como una de las canciones más difíciles del mismo.

### Indestructible(2007-2009)
Indestructible fue lanzado en los Estados Unidos el 3 de junio de 2008 y en Australia el 7 de junio de 2008 y se convirtió por tercera vez consecutiva en el número uno el Billboard 200. Un especial de "Sólo Internet" una edición limitada del álbum que incluye el B-side track "Run", un making-of de DVD con videos, wrap-around cartel, VIP laminate, acceso a eventos especiales de Disturbed, y un sitio web especial con video exclusivo. La banda estuvo de gira en apoyo a "Mayhem Festival" junto a Slipknot, Dragonforce y Mastodon durante el verano de 2008. Disturbed también realizó una gira por Australia y Nueva Zelanda en agosto y septiembre de 2008.
El 13 de mayo de 2008, Harmonix, los creadores del videojuego Rock Band anunciaron que habían llegado a un acuerdo con Disturbed y Best Buy para ofrecer dos pistas de Indestructible para jugar en el videojuego Rock Band a los que pre-ordenaron el álbum desde el sitio web de Best Buy. El 3 de junio de 2008, Harmonix lanzó tres pistas de Indestructible, "Indestructible", "Inside the Fire" y "Perfect Insanity". El 12 de mayo de 2009, Harmonix lanzó Stricken y Stupify a la Rock Band Music Store. Disturbed tocó su primer concierto en vivo en línea el 29 de mayo de 2008. El concierto fue patrocinado por Pepsi y la Unidad de Deep Rock.
El sencillo «Inside the Fire» fue nominado en 2009 a un Grammy en la categoría de mejor interpretación de hard rock.

### Asylum(2010)
En 2010, Disturbed lanzó su nuevo álbum llamado Asylum (Manicomio) el 31 de agosto, su primer sencillo es "Another Way to Die", seguido de su segundo sencillo "The Animal".
El 8 de febrero de 2010, se anunció que la banda había entrado al estudio en Chicago, Illinois para comenzar a grabar su quinto álbum, que estaría listo para el verano de 2010 según un comunicado. En el que el guitarrista Dan Donegan dijo que la banda había escrito alrededor de 15 a 18 canciones. Más tarde fue confirmado que el título del álbum sería Asylum. La banda lanzó una canción de la banda de heavy metal Judas Priest "Living After Midnight" para la revista Metal Hammer Presenta... Homenaje al álbum British Steel.

### The Lost Childrene hiato (2011-2015)
The Lost Children es un álbum recopilatorio de caras B de la banda de heavy metal Disturbed. Fue lanzado el 8 de noviembre de 2011. El álbum fue anunciado por el vocalista David Draiman en agosto de 2011 a través de su Twitter.

### Retorno de hiato eImmortalized(2015-2017)
El 20 de junio de 2015, en la página de Facebook de Disturbed y en el sitio web, no había el material publicado haciendo alusión a un posible regreso de la banda. El sitio web muestra un nuevo logo Disturbed, además de un video de la mascota de la banda "The Guy" parece ser el soporte de vida, todavía respiraba. El nuevo logo Disturbed también se envió a su página oficial de Facebook, junto con el video de su mascota, y su foto de perfil cambiado a negro sólido, lo que indica una nueva actividad dentro de la banda.el 22 de junio de 2015, Disturbed publica otro video en Facebook, esta vez mostrando su mascota The Guy Despierto así como una cuenta regresiva de 18 horas en su página oficial, dando la especulación a una reunión definitiva. El 23 de junio de 2015, Disturbed anunció oficialmente el final de su hiato y un próximo álbum titulado Immortalized, que se publicó el 21 de agosto de 2015. El mismo día, el video musical oficial de su nueva canción "The Vengeful One" fue lanzado en su canal de YouTube.

### Evolution(2018)
En febrero del 2017, en una entrevista hecha a la banda, David Draiman reveló planes para lanza un EP acústico con nuevo material y algunas canciones ya existentes en su catálogo antes de empezar la grabación de su próximo álbum. Planean regresar a los estudios en 2018 y lanzar lo que sería su próximo trabajo a finales del mismo año. El 30 de enero de 2018 por medio de su cuenta en Twitter, la banda subió una foto de una mesa de mezclas de audio con el mensaje "Getting started" (empezando) dando a entender que la banda se encuentra realizando su nuevo material musical.
El 9 de mayo, a través de su cuenta de Instagram, John Moyer dio a conocer que el álbum ya estaba terminado aunque su fecha de lanzamiento aún no ha sido revelada
El 16 de agosto a través de su cuenta en Youtube, lanzan el vídeo musical de su nueva canción "Are You Ready" y anuncian su próximo álbum de estudio Evolution el cual será publicado el 19 de octubre.

### Divisive(2022-presente)
El 14 de julio de 2022, se estrenó el vídeo musical de un nuevo sencillo llamado "Hey You". Esta es su primera composición luego de cuatro años.
El 22 de septiembre revelaron el nombre del álbum (Divisive) y la fecha de salida de éste, el 18 de noviembre, junto con el estreno de la canción "Unstoppable".

## Mascota
"The Guy" es el nombre de la mascota de Disturbed, era originalmente solo un dibujo de una cara con una sonrisa grande, como se ve en la parte posterior del álbum The Sickness. El dibujo original estaba editado usando un programa de distorsión digital. Después de la imagen original había sido alterada en tres ocasiones The Guy se convirtió en la mascota oficial de la banda. Más tarde, se dibuja como una figura completa por el artista David Finch con forma de un hombre fornido de piel grisácea vestido con harapos, grilletes rotos en las muñecas y la clásica sonrisa demencial como único rasgo visible de su rostro oculto por la capucha.

## Miembros

### Exmiembros
- Steve Kmak: bajo.

## Discografía
Álbumes de estudio
- The Sickness (2000)
- Believe (2002)
- Ten Thousand Fists (2005)
- Indestructible (2008)
- Asylum (2010)
- Immortalized (2015)
- Evolution (2018)
- Divisive (2022)

Álbumes recopilatorios
- The Lost Children (2011)

DVD y vídeos
- M.O.L. - 2002
- Music as a Weapon II - 2004
- Decade of Disturbed - 2010

Apariciones
- Drácula 2000 - 2000 - «A Welcome to Burden»
- El único - 2001 - «Down with the sickness»
- Little Nicky - 2001 - «Stupify» (Fu's Forbidden Remix)
- Valentine  - 2001 - «God of the Mind»
- Queen of the Damned - 2002 - «Down With The Sickness»
- Dawn of the dead - 2004 - «Down with the sickness»
- Tony Hawk's Underground 2 - 2004 - «Liberate»
- La casa de cera - 2005 - «Prayer»
- Green Street Hooligans - 2005 - «Down With The Sickness»
- Need for Speed: Most Wanted - 2005 - «Decadence»
- Transformers - 2007 - «This Moment»
- Marcus Cor Von - 2007 - «Down with the sickness» (tema de entrada para el luchador profesional de lucha libre)
- Stone Cold Steve Austin - 2001 - «Glass Shatters» (tema de entrada para el luchador profesional de lucha libre)
- Guitar Hero III - 2007 - «Stricken»
- Project Gotham Racing 4 - 2007 - «Stricken»
- Operation Myspace - 2008 - «Down With The Sickness»
- Madden NFL 09 - «Inside the Fire»
- WWE Smackdown vs. Raw 2009 - «Perfect Insanity»
- Rock Band 2 - «Down with the Sickness»
- Rock Band track pack vol. 2 - «Indestructible»
- Midnight Club L.A Remix - «Indestructible»
- WWE SmackDown vs. Raw 2010 - «Indestructible»
- South Park - 2007 - «Down With The Sickness»
- Rock Band 3 - 2010 - «Asylum», «Another Way To Die», «The Animal»
- Mortal Kombat - 2011 - «Another Way To Die»
- Watch Dogs - 2014 - «Never Again»
- Rock Band 4 - 2015 - «Prayer»
- Gears of War 4 - 2016 - «The Sound of Silence»